# Aquilaria filaria
Aquilaria filaria är en tibastväxtart som först beskrevs av Lorenz Oken, och fick sitt nu gällande namn av Elmer Drew Merrill. Aquilaria filaria ingår i släktet Aquilaria och familjen tibastväxter. Inga underarter finns listade i Catalogue of Life.